# Rosie Marcel
Rosie Ellen Celine Marcel (Londres, 6 de mayo de 1977) es una actriz inglesa, más conocida por interpretar a Jac Naylor en la serie Holby City.

## Biografía
Es hija del director de televisión Terry Marcel y de la actriz Lindsey Brook; tiene una hermana mayor, la actriz y escritora Kelly Marcel y un hermano menor, Luke Marcel.
Sufre de una enfermedad incurable del sistema inmunitario llamada Síndrome de Behcet. En 2008 fue diagnosticada con cáncer de cuello uterino; Mfue tratada con láser para cerrar las células cancerosas de manera agresiva sin necesidad de someterse a cirugía o quimioterapia.
Es muy buena amiga de la actriz Patsy Kensit y del actor Luke Roberts.
En 2001 conoció al asistente de director Scott Bunce, con quien se casó el 21 de febrero de 2004; sin embargo la pareja se divorció en 2011. En 2012 comenzó a salir con Ben Stacey, un dueño de un gimnasio. La pareja se casó en Las Vegas en 2013. La pareja tiene una hija, Beau Stacey (21 de enero de 2015).

## Carrera
En 1992 y 1993 interpretó a Lisa Hollingsworth en la serie Growing Pains. En 1994 apareció como Stella en el episodio "United We Fall" de la serie Casualty. Más tarde interpretó a Dorothea Mikus en el episodio "Chain Reaction" en 1996.
Entre 2001 y 2003, apareció como personaje recurrente en la serie The Vice, donde interpretó a la oficial de policía Kirsty Morgan. Entre 2005 y 2006 apareció como personaje invitado en varios episodios de la serie The Bill, donde interpretó a Louise Larson; anteriormente había interpretado a Emily Spencer en el episodio "Performing" en 1997, a Carmel Fairley en el episodio "Kicking" en 1995 y a una joven en el episodio "Somewhere by Chance" en 1989. El 22 de noviembre de 2005, se unió al elenco de la serie médica británica Holby City, donde interpreta a la doctora Jacqueline "Jac" Naylor, hasta ahora. En 2008 interpretó de nuevo a Jac en el spinoff de la serie llamado Holby Blue.

## Acosadora
En enero de 2011, comenzó a ser el blanco de Sarah Rumbelow, una fan de 21 años que terminó obsesionándose con ella. Rumbelow creaba cuentas en Internet y páginas donde la amenazaba diciéndole que sería violada y asesinada; también escribía mentiras sobre Marcel, como que había abortado un bebé que estaba esperando de su entonces esposo Scott Bunce y que tenía varias aventuras. El acoso ocasionó que Marcel temiera por su vida e incluso considerara suicidarse; llamó a la policía, quienes descubrieron que la responsable detrás de las amenazas era Rumbelow. Finalmente, en octubre de 2012, Rumbelow fue condenada a pasar dos años y medio en prisión. Marcel comentó que gracias al apoyo de su nuevo novio Ben Stacey logró salir adelante.

## Filmografía

### Series de televisión
| Año           | Título                          | Personaje          | Notas                           |
| ------------- | ------------------------------- | ------------------ | ------------------------------- |
| 2005-presente | Holby City                      | Dra. Jac Naylor    | 469 episodios                   |
| 2016, 2018    | Casualty                        | Dr. Rosie Marcel   | 6 episodios                     |
| 2008          | Holby Blue                      | Dra. Jac Naylor    | episodio # 2.1                  |
| 2006          | Bombshell                       | Stacey Dawes       | 7 episodios                     |
| 2005 - 2006   | The Bill                        | Louise Larson      | 12 episodios                    |
| 2005          | Nathan Barley                   | Bank Manager       | episodio # 1.4                  |
| 2001 - 2003   | The Vice                        | P.C. Kirsty Morgan | 9 episodios                     |
| 2002          | Time Gentlemen Please           | Stella             | episodio "Entente Lime Cordial" |
| 2000          | The Secret World of Michael Fry | Donna              | 2 episodios                     |
| 2005 - 2006   | Days Like These                 | Donna Palmer       | tv serie                        |
| 1996          | Casualty                        | Dorothea Mikus     | episodio "Chain Reaction"       |
| 1992 - 1993   | Growing Pains                   | Lisa Hollingsworth | 20 episodios                    |
| 1990          | The Castle of Adventure         | Dina               | 8 episodios                     |
| 1989 - 1990   | Press Gang                      | Sophie             | 8 episodios                     |
| 1985          | Bergerac                        | Michelle           | episodio "Chrissie"             |

### Películas
| Año  | Título                                 | Personaje      | Notas                                 |
| ---- | -------------------------------------- | -------------- | ------------------------------------- |
| 2004 | Hotel Infinity                         | Recepcionista  | corto - junto a Tom Yang              |
| 1994 | Young Jung                             | Rosa Rosenband | junto a Jessica Marshall-Gardiner     |
| 1986 | Hyper Sapien: People from Another Star | Tavy           | junto a Dennis Holahan y Sydney Penny |
| 1984 | The Weather in the Streets             | Hija           | junto a Michael York                  |
| 1983 | What the Dickens!                      | Mamie Dickens  | junto a David Bartlett y Ben Cross    |

## Premios y nominaciones
| Año  | Categoría              | Premio                    | Serie      | Resultado |
| ---- | ---------------------- | ------------------------- | ---------- | --------- |
| 2011 | Best Actress           | Screen Nations Award      | Holby City | Nominada  |
| 2010 | Best Drama Performance | National Television Award | Holby City | Nominada  |
| 2010 | Best Actress           | TV Choice Award           | Holby City | Nominada  |
| 2009 | Best Actress           | TV Choice Award           | Holby City | Nominada  |